# Boyzone
Boyzone foi um grupo vocal irlandês. O grupo era composto por Ronan Keating, Keith Duffy, Shane Lynch e Mikey Graham. O Boyzone foi um dos grupos de maior sucesso na Irlanda e no Reino Unido na década de 1990. Os seus dois vocalistas principais eram Ronan Keating e Stephen Gately.
O Boyzone foi formado em 1993 por Louis Walsh, que também é conhecido por empresariar Johnny Logan e Westlife. Antes mesmo de gravar todo o material, fizeram uma aparição no programa The Late Late, do canal RTÉ . O grupo se separou em 1999, após ter lançado três álbuns de originais e uma coletânea. 
O Boyzone fez um retorno em 2007, originalmente com a intenção de apenas fazer turnês. Stephen Gately morreu em 10 de outubro de 2009, de causas naturais, durante as suas férias que passava na ilha espanhola de Maiorca com o seu parceiro civil, Andrew Cowles.
Em 2012, o Oficial Charts Company revelou os maiores artistas de venda de singles na história das paradas de música britânica, sendo que o Boyzone ficou no 29.º posto e fazendo do grupo o segundo boy group de maior sucesso na Grã-Bretanha até então, ficando apenas atrás do Take That.
Até à data, o Boyzone lançou sete álbuns de estúdio e nove álbuns de compilação. Com base nas  certificações da BPI, eles já venderam mais de 50 milhões de discos só no Reino Unido e mais 50 milhões no resto do planeta, incluindo a Ásia, somando mais de 100 milhões de cópias vendidas a nível mundial.
Após a volta e alguns álbuns lançados, o Boyzone lança em 2018 o ábum Thank you & Good Night e anunciou que após a turnê do álbum o grupo encerraria suas atividades de uma vez por todas. Em 25 de outubro de 2019, o Boyzone chegou ao fim.

## Discografia

### Álbuns de estúdio
- 1995 - Said and Done
- 1996 - A Different Beat
- 1998 - Where We Belong
- 2010 - Brother
- 2013 - BZ20
- 2014 - Dublin to Detroit
- 2018 - Thank You & Goodnight

### Compilações
- 1999 – By Request
- 2003 - Ballads: The Love Song Collection
- 2008 - Back Again...No Matter What